# Hit-Monkey (serial)
Marvel's Hit-Monkey este un serial de televiziune streaming de animație pentru adulți creat de Josh Gordon și Will Speck pentru serviciul de streaming Hulu, bazat după personajul Marvel Comics cu același nume. Serialul a fost produs de Marvel Television pentru sezonul 1 și de 20th Television Animation pentru sezonul 2, cu Gordon și Speck servind ca showrunneri.
Fred Tatasciore dublează pe Hit-Monkey, un macac japonez injust. Jason Sudeikis, George Takei, Olivia Munn, Ally Maki și Nobi Nakanishi dublează de asemenea. Serialul a fost anunțat și comandat la Hulu în februarie 2019, ca parte a unui grup de seriale bazate după personaje Marvel care au fost plănuite să conducă spre un special de încrucișare intitulat The Offenders. Supravegherea asupra serialului a fost transferată la Marvel Studios în decembrie 2019 atunci când Marvel Television a fost pliat în această companie, cu 20th Television Animation preluând producția serialului din sezonul 2.
Hit-Monkey a avut premiera pe 17 noiembrie 2021, și a fost primit cu recenzii pozitive din partea criticilor, care au apreciat animația, dublajul, scenele de acțiune, povestea și fidelitatea față de materialul sursă din benzile desenate. În februarie 2023, serialul a fost reînnoit pentru un al doilea sezon, care a fost lansat pe 15 iulie 2024.

## Premisă
Serialul urmărește pe Hit-Monkey, un macac japonez injust care este mentorat de fantoma unui asasin american în timp ce el dărâmă lumea interlopă criminală din Tokyo.

## Distribuție și personaje
- Fred Tatasciore – Hit-Monkey
- Jason Sudeikis – Bryce
- George Takei – Shinji Yokohama
- Olivia Munn – Akiko
- Ally Maki – Haruka
- Nobi Nakanishi – Ito (sezonul 1)
- Leslie Jones – Eunice (sezonul 2)
- Cristin Milioti – Iris (sezonul 2)

## Episoade
| Premiera originală | N/o | Titlul original               |
| ------------------ | --- | ----------------------------- |
|                    |     |                               |
| SEZONUL 1          |     |                               |
|                    |     |                               |
| 17.11.2021         | 01  | Pilot                         |
|                    |     |                               |
| 17.11.2021         | 02  | Bright Lights, Big City       |
|                    |     |                               |
| 17.11.2021         | 03  | Legend of the Drunken Monkey  |
|                    |     |                               |
| 17.11.2021         | 04  | The Code                      |
|                    |     |                               |
| 17.11.2021         | 05  | Run Monkey Run                |
|                    |     |                               |
| 17.11.2021         | 06  | The Long Goodbye              |
|                    |     |                               |
| 17.11.2021         | 07  | Sayonara Monkey               |
|                    |     |                               |
| 17.11.2021         | 08  | Home Sweet Home               |
|                    |     |                               |
| 17.11.2021         | 09  | The End                       |
| 17.11.2021         | 10  | The End                       |
|                    |     |                               |
| SEZONUL 2          |     |                               |
|                    |     |                               |
| 15.07.2024         | 11  | Return to Sender              |
|                    |     |                               |
| 15.07.2024         | 12  | Guess Who's Coming to Dinner? |
|                    |     |                               |
| 15.07.2024         | 13  | The Rope                      |
|                    |     |                               |
| 15.07.2024         | 14  | Never Too Late                |
|                    |     |                               |
| 15.07.2024         | 15  | Akiko                         |
|                    |     |                               |
| 15.07.2024         | 16  | The Estate                    |
|                    |     |                               |
| 15.07.2024         | 17  | The Last Supper               |
|                    |     |                               |
| 15.07.2024         | 18  | Mind Mall                     |
|                    |     |                               |
| 15.07.2024         | 19  | The Concrete Jungle           |
|                    |     |                               |
| 15.07.2024         | 20  | History Lessons               |

## Producție

### Dezvoltare
În februarie 2019, s-a anunțat că Marvel Television dezvolta un serial de animație pentru adulți bazat pe Hit-Monkey, cu un ordin de serial la Hulu, alături de M.O.D.O.K. și altele bazate pe Tigra și Dazzler și Howard Rățoiul, care au fost intenționate să conducă spre un special de încrucișare intitulat The Offenders. Serialul a fost creat de Josh Gordon și Will Speck, ambii fiind așteptați să semneze pentru serial și să fie producători executivi alături de Jeph Loeb. În decembrie 2019, Marvel Television a fost pliat sub Marvel Studios, care a cărat supraveghere subsecventă peste serial. Luna următoare, Marvel a decis să nu mai continue cu Howard the Duck, Tigra and Dazzler și The Offenders, cu M.O.D.O.K. și Hit-Monkey continuând după cum au fost plănuite. În mai 2021, cocreatorul serialului M.O.D.O.K., Jordan Blum, a dezvăluit că serialul o să aibă un stil diferit de animație față de M.O.D.O.K.. În ianuarie 2022, șeful de conținut al Hulu Craig Erwich a spus că sezoane adiționale ale serialului depind numai de ce decide echipa de la Marvel Studios. Cu anularea serialului M.O.D.O.K. în mai 2022, Variety a raportat că se așteaptă ca Hit-Monkey să nu fie reînnoit. Însă în februarie 2023, serialul a fost reînnoit pentru un al doilea sezon produs în schimb de 20th Television Animation, dat fiind că Marvel Television a încetat să mai existe. Pe atunci, s-a raportat că "Marvel's" nu va mai face parte din titlu, dar logo-ul Marvel o să fie să fie atașat "în alte căi". Al doilea sezon în cele din urmă a fost încă numit oficial Marvel's Hit-Monkey. Animația serialului a fost furnizată de Floyd County Productions.

### Casting
În septembrie 2021, a fost dezvăluit că Jason Sudeikis îl dublează pe Bryce, alături de Fred Tatasciore ca Hit-Monkey, cu George Takei, Olivia Munn, Ally Maki și Nobi Nakanishi dublând de asemenea. Tatasciore, Sudeikis, Maki și Munn se întorc pentru sezonul 2, cu Leslie Jones și Cristin Milioti alăturându-se distribuției.

## Recepție
Pe site-ul de agregare de recenzii Rotten Tomatoes, serialul are un scor de 83%, cu un rating mediu de 6,9/10. Consensul site-ului spune: "Dacă Hit-Monkey de la Marvel nu este la fel de impresionant de original precum titlul sugerează, animație vibrantă și o distribuție solidă de voci țin lucrurile consistente de urmărit". Pe Metacritic, care folosește o medie ponderată, a atribuit un scor de 57 din 100 bazat pe 6 critici, indicând "recenzii mixte sau mediocre".